# 比洛沃德
50°39′59″N 33°27′23″E / 50.66639°N 33.45639°E
比洛沃德（烏克蘭語：Біловод）是位於烏克蘭東北部的村莊，由蘇梅州羅姆內區的羅姆內市鎮負責管轄。該村處於蘇拉河左岸，分別距離波皮夫卡0.5公里和博布里克1.5公里，海拔高度117米，2001年人口1,011。